# Margaret Beckettová
Margaret Mary Beckettová (* 15. ledna 1943, Ashton-under-Lyne, Lancashire) je britská politička, poslankyně a ministryně za Labouristickou stranu.
Vystudovala metalurgii a poprvé byla zvolena do parlamentu již v roce 1974 za volební obvod Lincoln. V roce 1979 ve svém volebním obvodu neuspěla, ale od roku 1983 do roku 2024 byla nepřetržitě volena poslankyní za volební obvod Derby – jih. V roce 1994 se stala na krátkou dobu předsedkyní strany.
Ve labouristických vládách zastávala postupně několik ministerských funkcí. Působila jako ministryně průmyslu a obchodu (od května 1997 do července 1998), ministryně pro životní prostředí a venkov (od června 2001 do května 2006), ministryně zahraničních věcí (od května 2006 – června 2007). Od 3. října 2008 do 5. června 2009 byla ministryní pro bydlení a územní plánování.